# Лелей, Аркадий Степанович
Аркадий Степанович Лелей (25 августа 1946, деревня Ладорож, Пинский район, Брестская область) — российский учёный-биолог в области систематики насекомых, доктор биологических наук (1993), профессор Биолого-почвенного института ДВО РАН. Член Русского энтомологического общества, заслуженный деятель науки РФ, автор открытия около 300 новых для науки видов организмов. Ещё более 100 видов были названы в его честь.

## Биография
Родился 25 августа 1946 года в деревне Ладорож Пинского района. Затем семья переехала в Пинск.
В 1965 году поступил на биологический факультет Казахского государственного университета в городе Алма-Ата, который окончил с красным дипломом в 1970 году. С 1970 по 1972 гг. проходил действительную службу в рядах Внутренних войск МВД СССР в должности командира взвода. В 1977 году он окончил аспирантуру Биолого-почвенного института при Дальневосточной АН во Владивостоке и остался работать там младшим научным сотрудником. В 1978 году он защитил кандидатскую диссертацию в Зоологическом институте АН СССР в Ленинграде на тему «Осы семейств Mutillidae и Myrmosidae (Hymenoptera) фауны СССР», в октябре 1993 года защитил докторскую диссертацию в Зоологическом институте РАН, Санкт-Петербург на тему «Филогения и эволюция ос семейства Mutillidae и их положение в системе Scolioidea (Hymenoptera)». С 1986 года старший научный сотрудник института, с 1989 года — заведующий лабораторией систематики и зоогеографии наземных членистоногих. С 1992 года заведует лабораторией энтомологии Биолого-почвенного института Дальневосточной Академии наук. С 2002 года — профессор.

## Публикации
Лелей является автором более 200 научных публикаций. Вот только некоторые из них:
- Лелей А. С. Осы-немки (Hymenoptera, Mutillidae) фауны СССР и сопредельных стран. — Л.: Наука, 1985.
- Лелей А. С. (1995). 63. Сем. Mutillidae — Немки, или мутиллиды // Определитель насекомых Дальнего Востока России. — Санкт-Петербург.
- Лелей А. С. (2002). Каталог ос-немок (Hymenoptera, Mutillidae) Палеарктической области // Владивосток, Дальнаука, 2002.
- Лелей А. С. (2005). Каталог ос-немок (Hymenoptera, Mutillidae) ориентальной области — Владивосток: Дальнаука, 2005.
- Определитель насекомых Дальнего Востока России. Т. IV. Сетчатокрылообразные, скорпионницы, перепончатокрылые. Ч. 1. СПб: Наука. (коллективная монография).

## Награды и звания
- Заслуженный деятель науки Российской Федерации (2007). Указ президента России № 1758 от 28 декабря 2007 года[7]
- Премия имени профессора Алексея Ивановича Куренцова (2006) за исследования наземных организмов и экосистем[7].
- Профессор (2002)[7].

## Эпонимия
Более 100 видов животных были названы в его честь. Это сделали 92 энтомолога из 20 стран. Они назвали в его честь представителей следующих групп насекомых: Жесткокрылые: Salpingidae (1 вид); Двукрылые: Asilidae (5), Cecidomyiidae (1), Chironomidae (1), Dolichopodidae (1), Hybotidae (2), Phoridae (1), Rhagionidae (2), Syrphidae (4); Полужесткокрылые: Aphilidae (1); Перепончатокрылые: Andrenidae (2), Apidae (1), Aulacidae (1), Bethylidae (3), Braconidae (14), Bradynobaenidae (1), Cephidae (1), Chrysididae (3), Colletidae (2), Crabronidae (6), Cynipidae (1), Diapriidae (2), Drynidae (2), Encyrtidae (2), Eulophidae (1), Eurytomidae (2), Formicidae (3), Halictidae (1), Ichneumonidae (8), Mutillidae (5), Mymaridae (1), Pamphiliidae (1), Peleserphidae (2), Pompilidae (4), Proctotrupidae (1), Pteromalidae (3), Sphecidae (1), Tenthredinidae (1), Torymidae (1), Vespidae (3); Чешуекрылые: Sesiidae (1), Uraniidae (1); Прямокрылые: Acrididae (1), Gryllidae (2). В том числе:
- Ancistrocerus leleji (Vespidae)[8]
- Anteon leleji (Dryinidae)[9]
- †Arkadiserphus leleji (Peleserphidae)[10]
- Arkaditilla leleji (Mutillidae)[11]
- Chrysis arkadyi (Chrysididae)[12]
- Chrysis leleji[13]
- Chrysopilus leleji (Rhagionidae)[14]
- Ctenochira arkadyi (Ichneumonidae)[15]
- Cyanosesia leleji (Sesiidae)[16]
- Deuteragenia leleji (Pompilidae)[17]
- †Elasmosomites arkadyleleji (Braconidae)[18]
- Epeolus leleji (Apidae)[19]
- Gnathochorisis leleji (Ichneumonidae)[20]
- †Lelejus venustus (муравьи)
- Londokia leleji (Ichneumonidae)[21]
- Odontosphex leleji (Psenidae)[22]
- Probles arkadyi (Ichneumonidae)[15]
- †Sakhalinencyrtus leleji (Encyrtidae)[23]
- Sculptolobus leleji (Braconidae)[24]
- Sierola leleji (Bethylidae)[25]
- Toxeuma leleji (Pteromalidae)[26]